# Skörbjuggsörtsmal
Skörbjuggsörtsmal (Rhigognostis annulatella) är en fjärilsart som först beskrevs av Curtis 1832.  Skörbjuggsörtsmal ingår i släktet Rhigognostis, och familjen Senapsmalar. Enligt den svenska rödlistan är arten sårbar i Sverige. Arten förekommer i Götaland. Artens livsmiljö är havsstränder.

## Bildgalleri

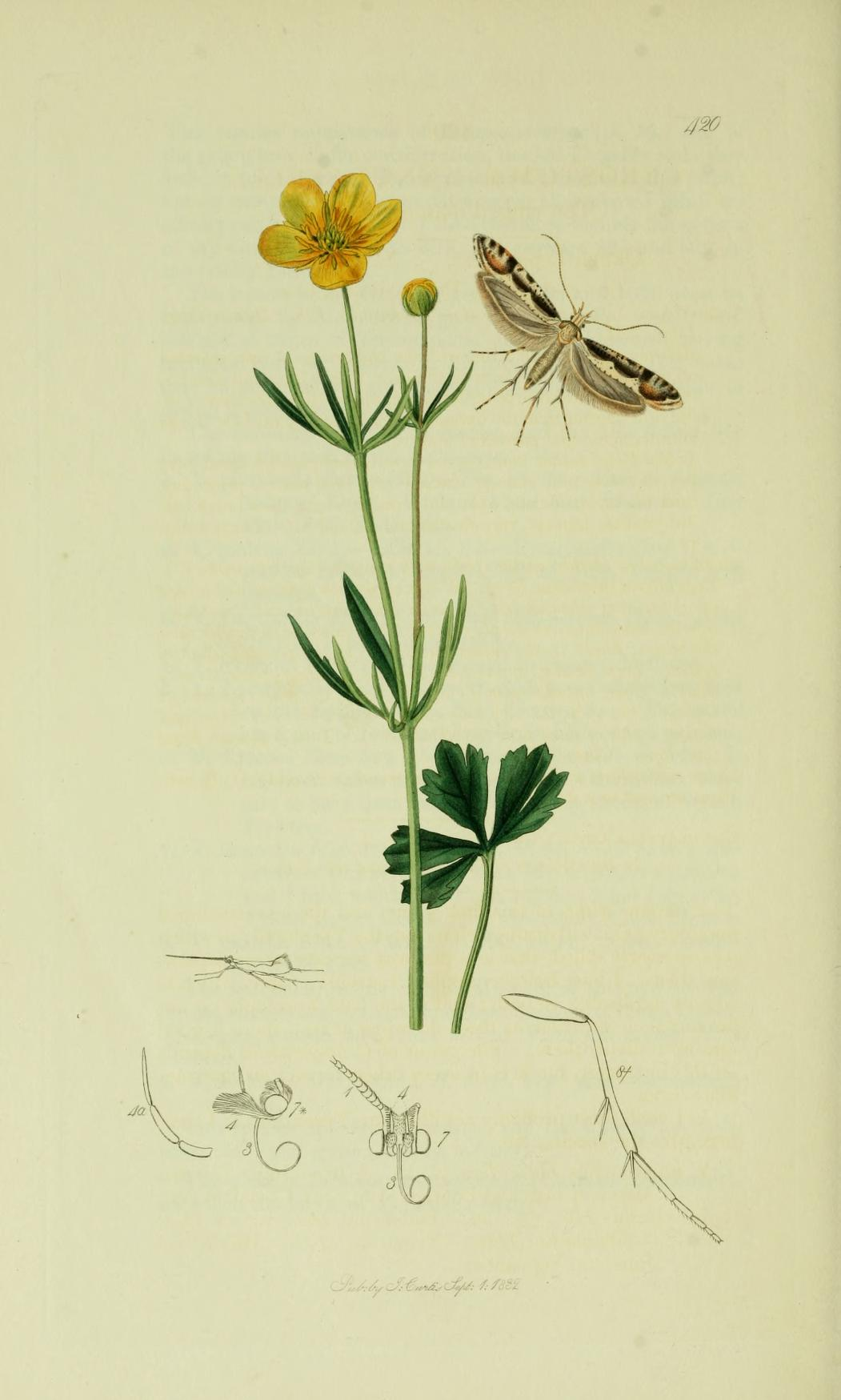